# Classe O (sous-marin américain)
Pour les autres classes de navires du même nom, voir Classe O.
Les seize sous-marins de classe O de la marine américaine sont créés à partir des leçons tirées de la classe L. Les submersibles de la classe O pèsent environ 80 tonnes de plus que la classe L, avec une puissance et une endurance supérieures pour les patrouilles océaniques. En raison de l'entrée américaine dans la Première Guerre mondiale, la classe O est construite beaucoup plus rapidement que les classes précédentes et la totalité des unités sont mises en service en 1918. Les O-1 à O-10 représentent le groupe 1, conçus par Electric Boat, les O-11 à O-16 représentent le groupe 2, conçus par la Lake Torpedo Boat et parfois considérés comme une classe distincte. Les bateaux du groupe 2 entrent en service peu avant la fin de la Première Guerre mondiale. Huit des navires du groupe 1 opèrent pendant la Seconde Guerre mondiale comme navire-écoles lorsqu'ils sont remis en service en 1941.
La classe O est construite par cinq chantiers navals différents : l'O-1 par Portsmouth Navy Yard, à Kittery dans le Maine, l'O-2 par Puget Sound Navy Yard, à Bremerton dans l'État de Washington, les O-3 à O-10 par Fore River Shipyard, à Quincy dans le Massachusetts, les O-11 à O-13 par Lake Torpedo Boat, à Bridgeport dans le Connecticut, et les O-14 à O-16 par California Shipbuilding (anciennement Craig Shipbuilding), à Long Beach en Californie,.

## Navires de la classe
Groupe 1 (conception : chantier naval Electric Boat de Groton)
| Nom du navire et n° de coque | Constructeur               | Pose de la quille | Lancement         | Commission      | Retrait du service | Sort                                                                     |
| ---------------------------- | -------------------------- | ----------------- | ----------------- | --------------- | ------------------ | ------------------------------------------------------------------------ |
| USS O-1 (SS-62)              | Portsmouth Naval Shipyard  | 26 mars 1917      | 9 octobre 1918    | 5 novembre 1918 | 11 juin 1931       | Démoli en 1938                                                           |
| USS O-2 (SS-63)              | Puget Sound Naval Shipyard | 27 juillet 1917   | 24 mai 1918       | 19 octobre 1918 | 26 juillet 1945    | Démoli en 1945                                                           |
| USS O-3 (SS-64)              | Fore River Shipyard        | 2 décembre 1916   | 27 septembre 1917 | 13 juin 1918    | 11 septembre 1945  | Démoli en 1946                                                           |
| USS O-4 (SS-65)              | Fore River Shipyard        | 4 décembre 1916   | 20 octobre 1917   | 29 mai 1918     | 20 septembre 1945  | Démoli en 1946                                                           |
| USS O-5 (SS-66)              | Fore River Shipyard        | 8 décembre 1916   | 11 novembre 1917  | 8 juin 1918     | NC                 | Perdu dans une collision le 28 octobre 1923 ; renfloué et démoli en 1924 |
| USS O-6 (SS-67)              | Fore River Shipyard        | 6 décembre 1916   | 25 novembre 1917  | 12 juin 1918    | 11 septembre 1945  | Démoli en 1946                                                           |
| USS O-7 (SS-68)              | Fore River Shipyard        | 14 février 1917   | 16 décembre 1917  | 4 juillet 1918  | 2 juillet 1945     | Démoli en 1946                                                           |
| USS O-8 (SS-69)              | Fore River Shipyard        | 27 février 1917   | 31 décembre 1917  | 11 juillet 1918 | 11 septembre 1945  | Démoli en 1946                                                           |
| USS O-9 (SS-70)              | Fore River Shipyard        | 15 février 1917   | 27 janvier 1918   | 27 juillet 1918 | NC                 | Perdu lors d'un exercice le 20 juin 1941                                 |
| USS O-10 (SS-71)             | Fore River Shipyard        | 27 février 1917   | 21 février 1918   | 17 août 1918    | 10 septembre 1945  | Démoli en 1946                                                           |

Groupe 2 (conception : Lake Torpedo Boat)
| Nom du navire et n° de coque | Constructeur            | Pose de la quille | Lancement         | Commission       | Retrait du service | Sort                                                        |
| ---------------------------- | ----------------------- | ----------------- | ----------------- | ---------------- | ------------------ | ----------------------------------------------------------- |
| USS O-11 (SS-72)             | Lake Torpedo Boat       | 6 mars 1916       | 29 octobre 1917   | 19 octobre 1918  | 21 juin 1924       | Démoli en 1930                                              |
| USS O-12 (SS-73)             | Lake Torpedo Boat       | 6 mars 1916       | 29 septembre 1917 | 18 octobre 1918  | 17 juin 1924       | Navire civil d'expédition dans l'Arctique ; sabordé en 1931 |
| USS O-13 (SS-74)             | Lake Torpedo Boat       | 6 mars 1916       | 27 décembre 1917  | 27 novembre 1918 | 11 juin 1924       | Démoli en 1930                                              |
| USS O-14 (SS-75)             | California Shipbuilding | 6 juillet 1916    | 6 mai 1918        | 1er octobre 1918 | 17 juin 1924       | Démoli en 1930                                              |
| USS O-15 (SS-76)             | California Shipbuilding | 21 septembre 1916 | 12 février 1918   | 27 août 1918     | 11 juin 1924       | Démoli en 1930                                              |
| USS O-16 (SS-77)             | California Shipbuilding | 7 octobre 1916    | 9 février 1918    | 1er août 1918    | 21 juin 1924       | Démoli en 1930                                              |